# Llista de filòsofs xinesos
Aquest article és una llista de filòsofs xinesos.

## Filòsofs de l'antiguitat

### Rujia (Confucianisme)
- Confuci,un dels filòsofs xinesos més influent de la història.
- Menci, idealista que va proposar la humanitat és intrínsecament benevolent.
- Xun Zi, va trencar amb el punt de vista de Menci, argumentant que la moralitat és extrínseca.
- Zisi
- Dong Zhongshu, integrà la cosmologia yin-yang al marc ètic confucià.
- Wang Mang, emperador que va tractar de crear una societat harmoniosa però en va resultar el caos.
- Gaozi
- Wang Fu, va aprovar el model confucià de govern.
- Zengzi
- Zheng Xuan
- Yen Yuan

### Daojia (Taoisme)
- Chen Tuan
- Ge Hong
- Sunzi, autor de L'Art de la Guerra
- Laozi, considerat el fundador del taoisme i l'autor del Daodejing (o Tao Te Ching)
- Lie Yukou, considerat l'autor del llibre Liezi
- Yang Xiong
- Zhang Daoling
- Zhang Jue
- Zhang Sanfeng
- Zhuangzi, escèptic i relativista místic

### Yinyangjia (Escola del yin-yang)
- Zou Yan, combinà les teories del yin-yang i del Wuxing (Cinc Elements).

### Mojia (Moïsme)
- Mozi (Mo Tzŭ), utilitarista i fundador de l'escola moïsta.
- Lu Ban

### Fajia (Escola de les lleis)
- Chao Cuo
- Han Feizi, sintetitza les teories legalistes.
- Li Kui
- Li Si
- Shang Yang
- Shen Buhai
- Shen Dao
- Zi Chan

### Mingjia (Escola dels noms)
- Deng Xi
- Hui Shi, relativista logista que va influir en Zhuangzi.
- Gongsun Long, logista que va ser conegut per les seves paradoxes.

### Nongjia (Escola dels agricultors)
- Xu Xing

### Zonghengjia (Escola dels diplomàtics)
- Guiguzi
- Su Qin
- Zhang Yi
- Yue Yi
- Li Yiji

## Filòsofs de l'era imperial

### Xuanxue(taoisme tardà)
- Guo Xiang
- Wang Bi
- Set Savis de l'Arbreda de Bambú:
  - Ruan Ji
  - Ji Kang
  - Shan Tao
  - Liu Ling
  - Ruan Xian
  - Xiang Xiu
  - Wang Rong

### Budisme
- An Shigao (c. 150), missioner budista; primer traductor de textos budistes al xinès.
- Kumarajiva (344-413), missioner budista; important fundador del budisme xinès; mestre de Sengzhao i de Daosheng
- Sengzhao (384-414): budista xinès, format a l'escola del taoisme; va contribuir a la "taoització" del budisme; exponent de 'la doble veritat'; deixeble de Kumarajiva.
- Daosheng (m. 434), monjo budista; deixeble de Kumarajiva; exponent de la teoria de la 'il·luminació sobtada', concepte que va influir molt en l'escola del budisme Chan.
- Tanluan (476-542), 'patriarca' de 'l'Escola de la Terra Pura'.
- Bodhidharma (va arribar a la Xina entre 520-526), va ser el 28è 'patriarca' budista de l'Índia, i el 1r 'patriarca' de la futura escola Chan (japonés Zen) del budisme xinès. Predicava l'ensenyament esotèric de Buda. Va transmetre la tradició a Huike (486-593)
- Zhikai (531-597), fundador del l'Escola Tiantai del budisme xinès.
- Xuanzang (596-664), monjo budista xinès; peregrí a l'Índia per a buscar textos originals fiables per a traduir (629-645); important traductor i fundador d'una escola de traducció; va introduir l'escola de l'idealisme subjectiu del budisme hindú a la Xina.
- Huineng (638-713), monjo budista xinès, va establir el concepte de "sense ment". Va disputar amb Shenxiu (m. 706) la successió de Hongren (605-675) com a 6è 'patriarca' de l'escola de budisme fundada a la Xina per Bodhidharma. Va fundar de l'Escola del Sud (que esdevindria l'escola Chan), mentre que Shenxiu va fundar l'Escola del Nord.
- Yixuan (m. 867), fundador de l'Escola Linji del budisme Chan.
- Zhaozhou, un famós mestre Chan durant el segle viii, va destacar per la seva saviesa. Es va fer conegut pels seus mètodes d'ensenyament subtils i el seu ús de gongans.
- Jizang
- Sengzhao
- Yi Xing
- Zhi Dun
- Huiyuan

### Daoxuejia(neoconfucianisme)
- Han Yu, precursor del neoconfucianisme, assagista i poeta.
- Zhou Dunyi, va advocar per la inseparabilitat de la metafísica i l'ètica.
  - Cheng Yi, es va enemistar amb els altres filòsofs, provocant la prohibició dels seus treballs.
  - Cheng Hao, germà de Cheng Yi.
  - Zhu Xi, racionalista i figura destacada de l'Escola dels principis.
    - Chen Hongmou, va advocar per la igualtat racial i sexual en el lloc de l'educació.
    - Wang Fuzhi, va creure que els ensenyaments de Confuci s'havien distorsionat, de manera que va escriure els seus propis comentaris.
    - Wang Yangming, idealista i figura destacada de l'Escola de la ment.
      - Li Zhi, va predicar una forma de relativisme moral.
      - Qian Dehong, desenvolupà més profundament de l'escola de la ment de Wang Yangming.
      - Xu Ai, ardent seguidor de Wang Yangming.
      - Huang Zongxi, un dels primers neoconfucianistes a posar l'accent en la necessitat d'una llei constitucional.
      - Zhan Ruoshui, amic de per vida a Wang Yangming.
- Lu Jiuyuan, va veure la conducta moral a conseqüència de la visió intuïtiva de l'essència de la realitat.
- Shao Yong, considerat com un dels homes més erudits de l'època.
- Su Shi, escriptor de la Dinastia Song.
- Ye Shi, va posar èmfasi en l'aprenentatge pràctic i l'aplicació de la doctrina confuciana als problemes del món real.
- Zhang Zai, tot està compost de txi, i eixe fet ho explica tot.
- Li Ao

### Confucianistes islàmics
- Wang Daiyu
  - Liu Zhi
  - Ma Zhu

## Filòsofs difícils de categoritzar
- Pan Pingge, criticà el neoconfucianisme, i en lloc va posar èmfasi en la recerca de la veritat en la vida diària.
- Dai Zhen, va fer dos discursos en contra del neoconfucianisme.
- Fan Zhen, va negar les idees de la reencarnació i el dualisme cos-ànima.
- Huan Tan
- Wang Chong
- Ji Hu
- Ma Rong
- Shen Dao
- Shen Kuo
- Ximen Bao
- Yang Zhu

## Filòsofs moderns
- Mao Zedong
- Feng Youlan (Fung Yu-Lan), racionalista que va integrar les metafísiques neoconfucianistes, taoistes i occidentals.
- Jin Yuelin positivista lògic.
- Tu Wei-ming, especialista en ètica.
- Xiong Shili
- Mou Zongsan
- Tang Junyi
- Xu Fuguan
- Wang Ruoshui
- Yang Rongguo
- Zhang Dongsun
- Carsun Chang (Zhang Junmai)